# Albrecht von Alvensleben

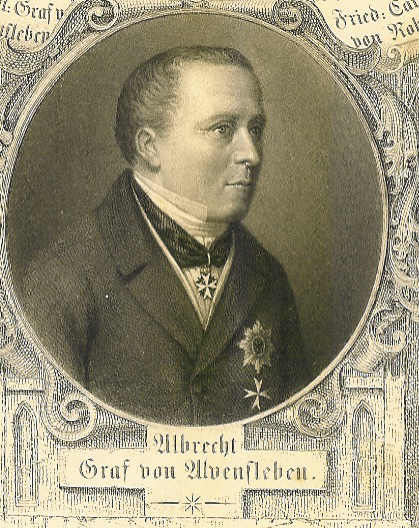
Albrecht von Alvensleben.

Albrecht von Alvensleben, född den 23 mars 1794 i Halberstadt, död den 2 maj 1858 i Berlin, var en preussisk greve och statsman.
von Alvensleben arbetade som finansminister, 1836-42, för att stadga och utvidga tyska tullföreningen liksom för regleringen av de tyska myntförhållandena. År 1849 valdes han till medlem av första kammaren och utnämndes 1854 till livstidsmedlem av preussiska herrehuset.